# NGC 6950
NGC 6950 في الفهرس العام الجديد، هي مجرة، تقع في كوكبة الدلفين. اكتشفت في 15 أكتوبر 1784 بواسطة ويليام هيرشل.

## روابط خارجية
- NGC 6950 على موقع ويكي سكاي: DSS2, SDSS, GALEX, IRAS, Hydrogen α, X-Ray, Astrophoto, Sky Map, Articles and images